# Embrithopoda

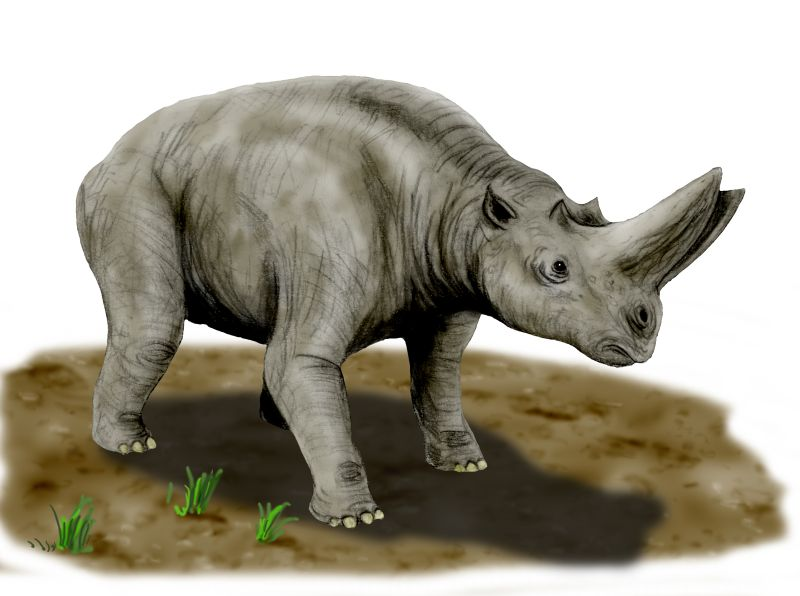
Arsinoitherium

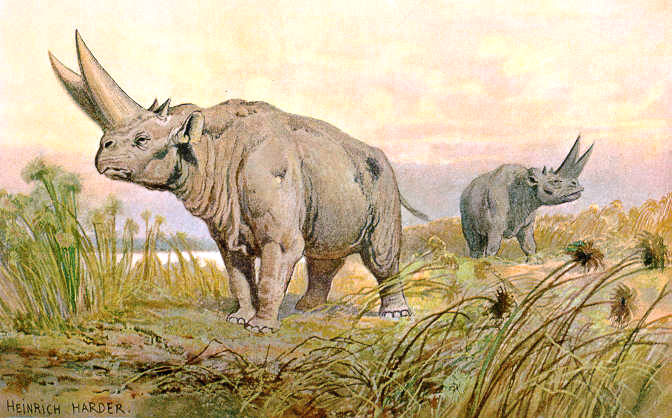
Arsinoitherium

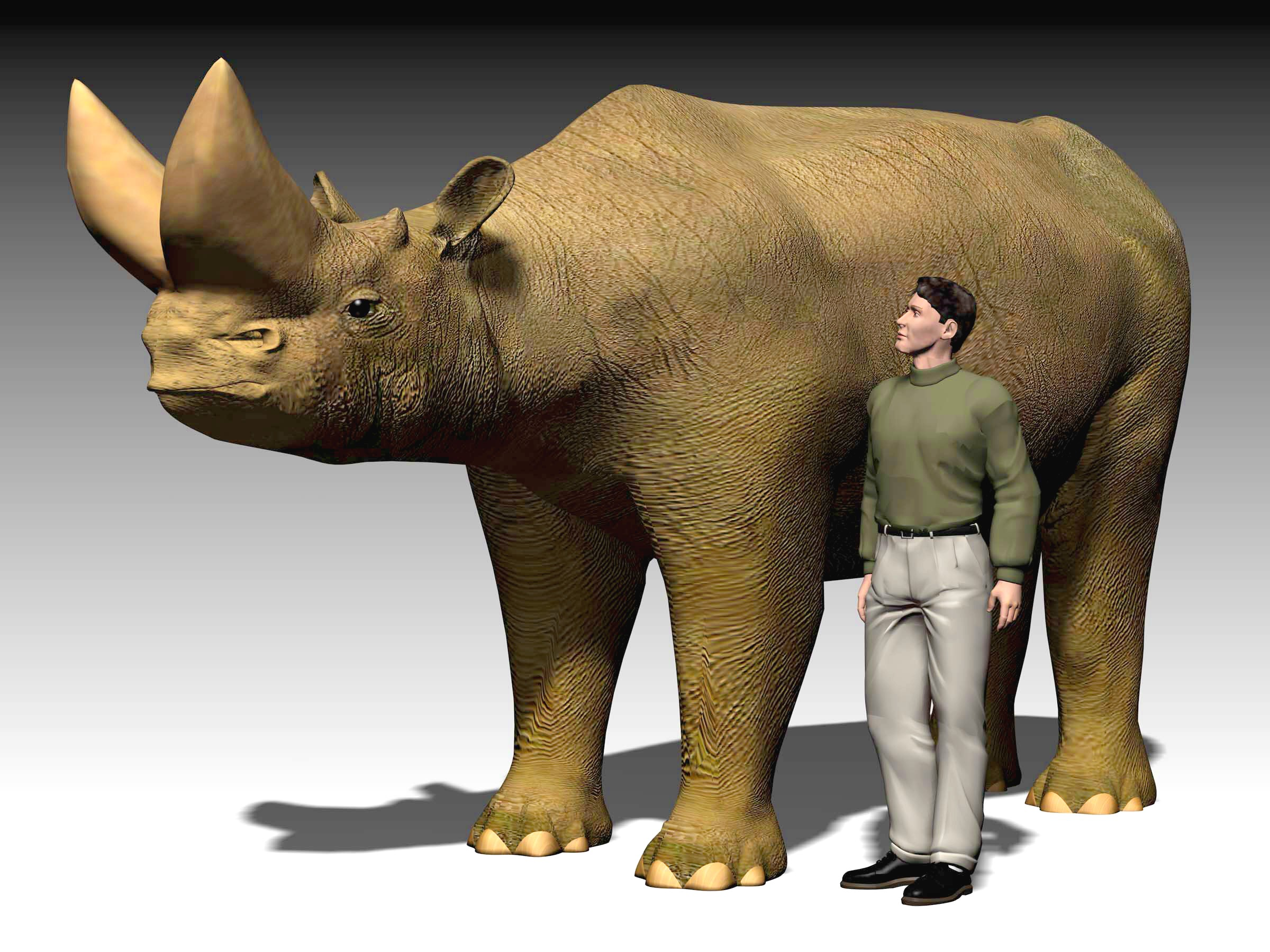
Arsinoitherium comparado en tamaño con los humanos

Los embritópodos (Embrithopoda) son un orden extinto de mamíferos placentarios que vivieron en el Eoceno y Oligoceno, hace entre 55 y 25 millones de años, en Eurasia y en África. A pesar de su apariencia de rinoceronte, producto de la evolución convergente, están realmente emparentados con los penungulados. Sus cuernos eran de hueso en vez de queratina, y no todos los poseen.

## Generalidades
Los arsinoitéridos forman la única familia conocida del orden de los embritópodos. Los embritópodos no encajan por completo en la clasificación filogenética, y no resulta fácil reconocer sus antepasados ni sus descendientes fósiles. Están relacionados con los damanes y con los parientes vivos de éstos, los elefantes.
La historia evolutiva del grupo ha dejado numerosos testimonios fósiles, debido a su resistente dentición. Presentan molares bunodontos, con varias cúspides redondeadas, separadas por valles, emparentados con los molares cuatrituberculados, de los condilartros. 
En la década de los 90 se avanzó la hipótesis que los embritópodos fueran en efecto antiguos parientes de los elefantes y los sirenios; algunas características, en particular de las patas, han inducido a considerar a los embriotópodos miembros primitivos de la cohorte Afrotheria, un grupo grande de mamíferos que se diferenció muy pronto. Los afroterios, aparte de los mencionados proboscídeos y sirenios, incluye a los Hyracoidea (damanes), los tenrecs, el topo dorado (Afrosoricida), la musaraña elefante (Macroscelidea), el oricteropo (Tubulidentata), los órdenes extintos de los desmostilios (Desmostylia) y los ptolemaiidios (Ptolemaiida). 
Posteriormente los paleontólogos incluyeron en el orden Embrithopoda la familia Phenacolophidae, antes adscrita al orden Condylarthra, y cuyos fósiles se fechan en el Paleoceno de China y Mongolia, pero esto se ha desestimado.
También incluyen entre los embritópododos los primitivos Radinskya yupingae de China y Stylolophus del Magreb, el poco conocido Palaeoamasia y Crivadiatherium, los enigmáticos Heptoconodon e Hypsamasia, y naturalmente Arsinoitherium, la forma más evolucionada.

## Características
Los embritópodos eran robustos herbívoros de tamaño mediano y grande constaban de diversas especies de aspecto similar al de los perisodáctilos digitígrados, como el tapir o el rinoceronte,  los elefantes primitivos, o  artiodáctilos como el jabalí. Se trataba de animales bastante primitivos donde se observan algunas características que están presentes también en la mayoría de animales que ocuparon su nicho ecológico. 
Los embritópodos constituyen en su mayoría un orden de ungulados oligocénicos, con especies de gran tamaño, provistas de extremidades anteriores bastante parecidas a las de los elefantes y con dentadura completa. Arsinoitherium zitteli, del Oligoceno del Fayum (Egipto), de una longitud de 3 m y una altura de 1,50 tenía la cabeza muy grande y armada con cuatro cuernos óseos, revestidos de un estuche córneo, dos frontales pequeños, colocados sobre las órbitas, y dos nasales, enormes, unidos en la base, algo divergentes y considerablemente inclinados hacia delante. Sus "cuernos" en realidad eran huecos y por los rastros de vasos sanguíneos que aparecen sobre su superficie, estaban recubiertos de piel.
La dentadura es completa es un rasgo primitivo para un herbívoro, y lo aleja de los ceratomorfos. Es evidente que Arsinoitherium era herbívoro y es probable que ramoneara en los bosques próximos a las orillas de los ríos. La dentadura de este grupo es bastante singular, porque en cada semimaxilar se desarrollaba una serie continua de elementos de igual altura. Las altas coronas transversales de sus muelas indican que tal vez también estuvieran en condiciones de masticar vegetación correosa. El cerebro estaba notablemente desarrollado.

## Historia evolutiva
Los embritópodos son  parte de la cohorte Afrotheria.
Los fósiles de embritópodos se han encontrado en África del norte, principalmente Egipto y Marruecos, y en China, Mongolia, Turquía y Rumanía, aunque hasta los 1970s solo se conocía el género egipcio Arsinoitherium.
Desde un punto de vista ecológico, es muy posible que los embritópodos fuesen los equivalentes africanos de los uintaterios y los brontoterios norteamericanos.
Los uintaterios un género extinto de mamíferos del orden Dinocerata y los numerosos ceratomorfos, y meridiungulados (Xenungulata, Litopterna) con aspecto de tapir, caballo o rinoceronte no están relacionados con los embritópodos, siendo su aspecto consecuencia de la convergencia evolutiva. Tan grande es el parecido que al estudiar los restos fósiles, se les atribuyó en el pasado, en muchos casos, un parentesco con estos animales. Los embritópodos son una rama lateral extinguida de los paenungulados, dentro de  Tethytheria, mamíferos afroterios también con un número impar de dedos.
Cladograma según Gheerbrant y colaboradores en 2018:

|  | Embrithopoda (†)                                        |
|  |                                                         |
|  | \| \| Proboscidea \| \| \| \| \| \| Sirenia \| \| \| \| |
|  |                                                         |
|  | Proboscidea                                             |
|  |                                                         |
|  | Sirenia                                                 |
|  |                                                         |

|  | Proboscidea |
|  |             |
|  | Sirenia     |
|  |             |

|  | Embrithopoda (†)                                        |
|  |                                                         |
|  | \| \| Proboscidea \| \| \| \| \| \| Sirenia \| \| \| \| |
|  |                                                         |
|  | Proboscidea                                             |
|  |                                                         |
|  | Sirenia                                                 |
|  |                                                         |

|  | Proboscidea |
|  |             |
|  | Sirenia     |
|  |             |

|  | Embrithopoda (†)                                        |
|  |                                                         |
|  | \| \| Proboscidea \| \| \| \| \| \| Sirenia \| \| \| \| |
|  |                                                         |
|  | Proboscidea                                             |
|  |                                                         |
|  | Sirenia                                                 |
|  |                                                         |

|  | Proboscidea |
|  |             |
|  | Sirenia     |
|  |             |

|  | Embrithopoda (†)                                        |
|  |                                                         |
|  | \| \| Proboscidea \| \| \| \| \| \| Sirenia \| \| \| \| |
|  |                                                         |
|  | Proboscidea                                             |
|  |                                                         |
|  | Sirenia                                                 |
|  |                                                         |

|  | Proboscidea |
|  |             |
|  | Sirenia     |
|  |             |

|  | Embrithopoda (†)                                        |
|  |                                                         |
|  | \| \| Proboscidea \| \| \| \| \| \| Sirenia \| \| \| \| |
|  |                                                         |
|  | Proboscidea                                             |
|  |                                                         |
|  | Sirenia                                                 |
|  |                                                         |

|  | Proboscidea |
|  |             |
|  | Sirenia     |
|  |             |

|  | Embrithopoda (†)                                        |
|  |                                                         |
|  | \| \| Proboscidea \| \| \| \| \| \| Sirenia \| \| \| \| |
|  |                                                         |
|  | Proboscidea                                             |
|  |                                                         |
|  | Sirenia                                                 |
|  |                                                         |

|  | Proboscidea |
|  |             |
|  | Sirenia     |
|  |             |

|  | Embrithopoda (†)                                        |
|  |                                                         |
|  | \| \| Proboscidea \| \| \| \| \| \| Sirenia \| \| \| \| |
|  |                                                         |
|  | Proboscidea                                             |
|  |                                                         |
|  | Sirenia                                                 |
|  |                                                         |

|  | Proboscidea |
|  |             |
|  | Sirenia     |
|  |             |

|  | Embrithopoda (†)                                        |
|  |                                                         |
|  | \| \| Proboscidea \| \| \| \| \| \| Sirenia \| \| \| \| |
|  |                                                         |
|  | Proboscidea                                             |
|  |                                                         |
|  | Sirenia                                                 |
|  |                                                         |

|  | Proboscidea |
|  |             |
|  | Sirenia     |
|  |             |

## Clasificación
Se reconocen los siguientes taxones:
Orden Embrithopoda Andrews, 1906
- Género Stylolophus Gheerbrant, Schmitt & Kocsis, 2018
- Familia Arsinoitheriidae Andrews, 1904
  - Género Arsinoitherium Beadnell, 1902
  - Género Crivadiatherium Radulesco, Iliesco & Iliesco, 1976
  - Género Hypsamasia Maas, Thewissen & Kappelman, 1998
  - Género Namatherium Pickford, Senut, Morales, Mein & Sánchez, 2008
  - Género Palaeoamasia Ozansoy, 1966

Cladograma según Gheerbrant y colaboradores en 2018:

|  | Namatherium                                                    |
|  |                                                                |
|  | Arsinoitherium                                                 |
|  |                                                                |
|  | \| \| Hypsamasia \| \| \| \| \| \| Crivadiatherium \| \| \| \| |
|  |                                                                |
|  | Hypsamasia                                                     |
|  |                                                                |
|  | Crivadiatherium                                                |
|  |                                                                |

|  | Hypsamasia      |
|  |                 |
|  | Crivadiatherium |
|  |                 |

|  | Namatherium                                                    |
|  |                                                                |
|  | Arsinoitherium                                                 |
|  |                                                                |
|  | \| \| Hypsamasia \| \| \| \| \| \| Crivadiatherium \| \| \| \| |
|  |                                                                |
|  | Hypsamasia                                                     |
|  |                                                                |
|  | Crivadiatherium                                                |
|  |                                                                |

|  | Hypsamasia      |
|  |                 |
|  | Crivadiatherium |
|  |                 |

|  | Namatherium                                                    |
|  |                                                                |
|  | Arsinoitherium                                                 |
|  |                                                                |
|  | \| \| Hypsamasia \| \| \| \| \| \| Crivadiatherium \| \| \| \| |
|  |                                                                |
|  | Hypsamasia                                                     |
|  |                                                                |
|  | Crivadiatherium                                                |
|  |                                                                |

|  | Hypsamasia      |
|  |                 |
|  | Crivadiatherium |
|  |                 |

|  | Namatherium                                                    |
|  |                                                                |
|  | Arsinoitherium                                                 |
|  |                                                                |
|  | \| \| Hypsamasia \| \| \| \| \| \| Crivadiatherium \| \| \| \| |
|  |                                                                |
|  | Hypsamasia                                                     |
|  |                                                                |
|  | Crivadiatherium                                                |
|  |                                                                |

|  | Hypsamasia      |
|  |                 |
|  | Crivadiatherium |
|  |                 |